# Szodża Chalilzade
Szodża Chalilzade (pers. ‏شجاع خلیل‌زاده‎; ur. 14 maja 1989 w Bahnemirze) – irański piłkarz grający na pozycji środkowego obrońcy w katarskim klubie Al Ahli oraz reprezentacji Iranu.

## Styl gry
Znany jest z dobrego czytania gry, wyprowadzania piłki do przodu, a także zdolności ofensywnych. Ceniony przez kibiców i trenerów za swoją waleczność na boisku. Chalilzade był głównym wyborem pracujących w Iranie chorwackich trenerów, Miroslava Blaževicia, Zlatko Kranjčara, Branko Ivankovicia i Dragana Skočicia. Wielokrotnie wybierany najlepszym obrońcą Ligi Mistrzów AFC.

## Sukcesy

### Klubowe
Sepahan Isfahan
- Mistrzostwo Iranu: 2014/2015

Persepolis FC
- Mistrzostwo Iranu: 2017/2018, 2018/2019
- Zdobywca Pucharu Iranu: 2018/2019
- Zdobywca Superpucharu Iranu: 2017, 2018, 2019